# Lajos Koltai
Lajos Koltai (Budapest, 2 aprile 1946) è un direttore della fotografia e regista ungherese.
Collaboratore assiduo del regista ungherese István Szabó e del regista italiano Giuseppe Tornatore, è stato candidato al premio Oscar per la fotografia di Malèna di cui ha vinto anche il David di Donatello per la stessa categoria.

## Biografia
Nasce a Budapest il 2 aprile 1946. Da liceale gira dei film amatoriali, nel 1964-65 lavora dalla televisione come assistente di operatore di ripresa e cameraman. Nel 1965 comincia il corso di operatore all'Università di Cinematografia dove è studente di Illyés György. Nel 1970 si laurea con il film "Propagandisti". Dal 1970 lavora da MAFILM; all'inizio gira dei documentari, e in tre film d'arte è il cameraman del suo professore. 
È uno degli individui determinativi della cinematografia ungherese degli anni '70. La stazione principale della sua attività era il fotografare delle telenovele e dei telegiochi. I toni opalini, oscuri, e il clima mistico fissati profondamente nello spettatore sono caratteristici della sua fotografia. Ha fotografato delle opere memorabili come "Signora Dery, dov'e'?" (1975) e "Belle e i pazzi" (1976). Una delle opere più riuscite è l'epocale "Il tempo si ferma" (1981) in regia di Peter Gothar, in cui l'applicazione delle luci (citazione del passato e i sollevamenti politici) hanno reso il film inimitabile grazie alla fotografia magnifica.
Dall'inizio lui è l'operatore di ripresa permanente di uno dei più grandi registratori ungheresi, István Szabó. Ha fotografato l'unico film ungherese che l'ha vinto il premio Oscar: il Mephisto (1981) come pure altri importanti film di Szabo' come Il colonnello Redl, Dolce Emma, Cara Böbe, oppure "Tentazione di Venere" (con la protagonista Glenn Glose). Il Mephisto e Il colonnello Redl gli hanno aperto la via per l'America. Ha partecipato in molti film di successo (La Giusta Causa con Laurence Fishburne, Sean Connery e Ed Harris, nonché "Homer ed Eddie" in cui Mary Steenburgen ha ricevuto l'Oscar).
Anche lui partecipa al trionfo del Sunshine (1999, con Ralph Fiennes e molti attori ungheresi nei ruoli principali): ha ricevuto il premio European Film Awards per la fotografia. Il pregio che ricevono solo pochi: è il membro dell'American Society of Cinematographers e della Academy of Motion Picture Arts and Sciences che distribuisce i premi Oscar. È stato candidato al premio Oscar due volte. È l'operatore del film Mephisto che ha ricevuto il premio Oscar.

## Filmografia parziale

### Direttore della fotografia
- Adozione (Örökbefogadás), regia di Márta Mészáros (1975)
- Il recinto (A ménesgazda), regia di András Kovács (1978)
- La fiducia (Bizalom), regia di István Szabó (1980)
- Mephisto, regia di István Szabó (1981)
- Il colonnello Redl (Oberst Redl), regia di István Szabó (1985)
- Gaby - Una storia vera (Gaby: A True Story), regia di Luis Mandoki (1987)
- La notte dei maghi (Hanussen), regia di István Szabó (1988)
- L'orologiaio (Georg Elser - Einer aus Deutschland), regia di Klaus Maria Brandauer (1989)
- Calda emozione (White Palace), regia di Luis Mandoki (1990)
- L'impero del crimine (Mobsters), regia di Michael Karbelnikoff (1991)
- Dolce Emma, cara Bobe (Édes Emma, drága Böbe - vázlatok, aktok), regia di István Szabó (1992)
- Nata ieri (Born Yesterday), regia di Luis Mandoki (1993)
- Ricordando Hemingway (Wrestling Ernest Hemingway), regia di Randa Haines (1993)
- Amarsi (When a Man Loves a Woman), regia di Luis Mandoki (1994)
- Mario e il mago (Mario und der Zauberer), regia di Klaus Maria Brandauer (1994)
- La giusta causa (Just Cause), regia di Arne Glimcher (1995)
- A casa per le vacanze (Home for the Holidays), regia di Jodie Foster (1995)
- Mamma torno a casa (Mother), regia di Albert Brooks (1996)
- Gli impenitenti (Out to Sea), regia di Martha Coolidge (1997)
- La leggenda del pianista sull'oceano, regia di Giuseppe Tornatore (1998)
- Sunshine, regia di István Szabó (1999)
- Malèna, regia di Giuseppe Tornatore (2000)
- A torto o a ragione (Taking Sides), regia di István Szabó (2001)
- Il club degli imperatori (The Emperor's Club), regia di Michael Hoffman (2002)
- Max, regia di Menno Meyjes (2002)
- La diva Julia - Being Julia (Being Julia), regia di István Szabó (2004)
- Rokonok, regia di István Szabó (2006)

### Regista
- Senza destino (Sorstalanság) (2005)
- Un amore senza tempo (Evening) (2007)
- La battaglia del dottor Semmelweis (Semmelweis) (2023)